# MapleStory
MapleStory (koreanisch 메이플스토리 Meipeul Seutori) ist ein kostenloses Massen-Mehrspieler-Online-Rollenspiel (MMORPG) der international tätigen, südkoreanischen Firma Nexon.
Das Spiel ist in derzeit elf Varianten aufgeteilt, die einen unterschiedlichen Entwicklungsgrad, eigenständige Webseiten, Sprachen und unabhängige Spielserver besitzen: Südkorea, Japan, China, Taiwan, Thailand, Global (Nordamerika), Südostasien, Europa, Hongkong, Brasilien und Vietnam (in chronologischer Reihenfolge). Zudem ist ein Ableger des Spieles mit dem Namen MapleStory DS für den Nintendo DS am 15. April 2010 in Südkorea erschienen. MapleStory ist damit eines der wenigen Mehrspieler-Onlinespiele aus Südkorea, die sich international etablieren konnten.

## Spielprinzip
In MapleStory gibt es, wie in vielen MMORPGs, kein festes Spielziel. Das Ziel vieler Spieler ist es jedoch, den Spielercharakter auf einen höheren Level zu bringen und
ihn dadurch so stark wie möglich zu machen. Dies erfolgt durch Sammeln von Erfahrungspunkten, die der Spieler durch Besiegen von Monstern und Lösen von Quests auf verschiedenen virtuellen Kontinenten erhält. Der höchste erreichbare Level ist 300.
Im Gegensatz zu den meisten MMORPGs wird in MapleStory eine 2D-Side-Scrolling Grafik verwendet, die an klassische, 2-dimensionale Jump-’n’-Run-Titel erinnert.

### Charaktere
Der Charakter ist die Spielfigur des Spielers. Jeder Spieler kann bis zu zehn Charaktere pro Spielserver besitzen. Zu Beginn kann man sich zwischen den Berufen Abenteurer, Cygnus Ritter, Held, Resistance, Dual Blader und Kanonier entscheiden. Jeder Charakter gehört einem Beruf (in anderen MMORPGs oftmals auch als Klasse bezeichnet) an. Der Beruf legt fest, welche Fähigkeiten und Ausrüstungsgegenstände der Charakter benutzen kann.
Im Verlauf des Spiels kann der Charakter, ab einem bestimmten Level, innerhalb seines Berufs weiter aufsteigen und der Spieler hat dabei die Möglichkeit aus verschiedenen Entwicklungsrichtungen zu wählen. Folgende Tabelle gibt einen Überblick über alle Berufe und deren spätere Entwicklungen. Die vierte Berufsstufe und der Beruf Pirat sind bisher noch nicht in allen Varianten des Spiels verfügbar. In Klammern sind die Level angegeben, die man mindestens benötigt, um den neuen Beruf erlernen zu können.
|                   | Erster Beruf 10      | Zweiter Beruf (30)  | Dritter Beruf (60) | Vierter Beruf (100)  |
| ----------------- | -------------------- | ------------------- | ------------------ | -------------------- |
| Abenteurer        | Schwertkämpfer (10)  | Kämpfer             | Kreuzfahrer        | Held                 |
| Abenteurer        | Schwertkämpfer (10)  | Page                | Weißer Ritter      | Paladin              |
| Abenteurer        | Schwertkämpfer (10)  | Speerkämpfer        | Drachenritter      | Dunkler Ritter       |
| Abenteurer        | Magier (8)           | Feuer/Gift Zauberer | Feuer/Gift Magus   | Feuer/Gift Erzmagier |
| Abenteurer        | Magier (8)           | Eis/Blitz Zauberer  | Eis/Blitz Magus    | Eis/Blitz Erzmagier  |
| Abenteurer        | Magier (8)           | Kleriker            | Priester           | Bischof              |
| Abenteurer        | Bogenschütze (10)    | Jäger               | Ranger             | Bogenmeister         |
| Abenteurer        | Bogenschütze (10)    | Armbrustschütze     | Scharfschütze      | Meisterschütze       |
| Abenteurer        | Schurke (10)         | Assasin             | Einsiedler         | Nacht Ritter         |
| Abenteurer        | Schurke (10)         | Bandit              | Banditenmeister    | Schattenbewohner     |
| Abenteurer        | Pirat (10)           | Raufbold            | Seeräuber          | Viper                |
| Abenteurer        | Pirat (10)           | Revolverheld        | Rebell             | Korsar               |
| Abenteurer        | Kanonier (1)         | Kanonier            | Kanonier           | Kanonier             |
| Ritter von Cygnus | Flammenmagier (10)   | Flammenmagier       | Flammenmagier      | Kein vierter Beruf   |
| Ritter von Cygnus | Windbrecher (10)     | Windbrecher         | Windbrecher        | Kein vierter Beruf   |
| Ritter von Cygnus | Nachtläufer (10)     | Nachtläufer         | Nachtläufer        | Kein vierter Beruf   |
| Ritter von Cygnus | Seelenmeister (10)   | Seelenmeister       | Seelenmeister      | Kein vierter Beruf   |
| Ritter von Cygnus | Striker (10)         | Striker             | Striker            | Kein vierter Beruf   |
| Ritter von Cygnus | Mihile * (1)         | Mihile              | Mihile             | Mihile               |
| Resistance        | Kampfmagier (10)     | Kampfmagier         | Kampfmagier        | Kampfmagier          |
| Resistance        | Wilder Jäger (10)    | Wilder Jäger        | Wilder Jäger       | Wilder Jäger         |
| Resistance        | Mechaniker (10)      | Mechaniker          | Mechaniker         | Mechaniker           |
| Resistance        | Dämon (1)            | Dämonen Schlächter  | Dämonen Schlächter | Dämonen Schlächter   |
| Resistance        | Dämon (1)            | Dämonen Avenger     | Dämonen Avenger    | Dämonen Avenger      |
| Resistance        | Xenon (1)            | Xenon               | Xenon              | Xenon                |
| Helden            | Aran (1)             | Aran                | Aran               | Aran                 |
| Helden            | Evan (1)             | Evan                | Evan               | Evan                 |
| Helden            | Mercedes (1)         | Mercedes            | Mercedes           | Mercedes             |
| Helden            | Phantom (1)          | Phantom             | Phantom            | Phantom              |
| Helden            | Luminous (1)         | Luminous            | Luminous           | Luminous             |
| Nova              | Kaiser (1)           | Kaiser              | Kaiser             | Kaiser               |
| Nova              | Angelic Buster * (1) | Angelic Buster      | Angelic Buster     | Angelic Buster       |
| Sengoku           | Hayato (1)           | Hayato              | Hayato             | Hayato               |
| Sengoku           | Kanna (1)            | Kanna               | Kanna              | Kanna                |

### Fähigkeiten
Jeder Charaktertyp hat besondere Stärken, Schwächen und Kampfkünste. Die Grundrichtung legt der gewählte Job fest. Der Spieler hat jedoch die Möglichkeit durch Vergabe von Leistungspunkten und Fertigkeitspunkten die Fähigkeiten seines Charakters zu beeinflussen. Fertigkeitspunkte werden verwendet, um die speziellen Kampfkünste des Jobs zu verbessern. Leistungspunkte hingegen, um die allgemeinen Eigenschaften wie Stärke, Geschicklichkeit, Intelligenz, Glück, Trefferpunkte und Manavorrat zu verbessern. Mit jedem neuen Level hat der Spieler die Möglichkeit, zusätzliche fünf Leistungspunkte und drei Fertigkeitspunkte zu verteilen.
Krieger sind besonders stark im Nahkampf und haben eine hohe Verteidigung, können jedoch keine entfernten Ziele angreifen. Sie kämpfen mit Schwertern, Hämmer, Speeren, oder Streitäxten, von denen viele sowohl als einhändige Waffen als auch als zweihändige Waffen verfügbar sind. Bei Einhandwaffen kann ein Krieger zusätzlich mit einem Schild ausgerüstet werden.
Magier können starke magische Angriffe durchführen, sind dafür jedoch im direkten Nahkampf – sowohl bei der Verteidigung als auch im Angriff – unterlegen. Sie kämpfen mit einhändigen Zauberstäben und können demzufolge ebenfalls mit einem Schild ausgerüstet werden. Jedoch sind es andere als bei den Kriegern.
Bogenschützen sind sehr stark im Umgang mit Fernkampfwaffen, haben jedoch nur geringe Nahkampffähigkeiten. Sie benutzen Bögen oder Armbrüste.
Diebe sind besonders schnell und haben einige mittelstarke Nah- und Fernkampffähigkeiten. Sie haben keine besonderen Stärken oder Schwächen. Sie benutzen entweder Wurfsterne oder Dolche.
Piraten haben ähnliche Eigenschaften wie Diebe, kämpfen jedoch mit Pistolen oder Schlagwaffen.

### Spielwelt
Die Welt in MapleStory ist in drei Hauptkontinente eingeteilt, auf denen wiederum viele verschiedene Orte zu finden sind. Viele Länder besitzen ein spezielles Thema, das sie von den anderen Orten unterscheidet. So sind Quests, Monster und musikalische Untermalung dem jeweiligen Ort angepasst.
- Erev: Hier wohnt die Königin der Maple-Welt, Cygnus. Die neuen Berufe Flammenmagier(Magier), Nachtläufer, Windbrecher(Bogenschütze), Soul Master(Krieger) und Striker(Pirat) kann man hier erlernen. Man kann immer wieder hierher zurück. Man kann mit diesen Berufen nur Level 120 erreichen.

- Maple-Insel: Dies ist die erste Insel, auf der das Spiel beginnt. Es gibt nur wenige verschiedene, schwache Monster und Aufgaben, da dieser Ort lediglich der Einführung in das Spiel dient. So kann der Spieler die einzelnen Jobs näher kennenlernen und sich mit der Steuerung vertraut machen. Nachdem die Insel verlassen wurde, ist es nicht mehr möglich, dorthin zurückzukehren.

- Victoria Island: Auf dieser Insel kann sich der Spieler für seinen Hauptberuf entscheiden. Die Insel ist aufgegliedert in 6 große Städte (Lith-Hafen, Perion, Kerningstadt, Henesys, Nautilus-Hafen und Ellinia) und dem Dungeon mit dem kleinen Dorf Schläfriger Wald, einem Ort für fortgeschrittene Spieler mit starken Monstern. Fünf der sechs großen Städte ist jeweils einer der fünf Hauptjobs zugeordnet, den der Charakter nur in der jeweiligen Stadt erlernen kann. Perion ist die Stadt der Krieger, Kerningstadt die Stadt der Diebe, Henesys die Stadt der Bogenschützen, Nautilus-Hafen der Hafen der Piraten und Ellinia die Stadt der Magier. Lith-Hafen dient als Hafen für die Neuankömmlinge der Maple-Insel und zum Erreichen der kleinen Insel Florina Strand.

- Ossyria: Dies ist der größte Kontinent. Auf ihm liegen alle weiteren Länder, Orte und Städte. Die weiteren Stufen der Berufe werden zu großen Teilen hier erlangt. Die „Hauptstadt“ ist Orbis, die als Hafen dient, von dem aus man die meisten der anderen Orte erreichen kann. Dies geschieht entweder, wie auch die Verbindung zwischen den Hauptkontinenten, mit (Flug-)Schiffen oder durch eine direkte Landverbindung. So gibt es die Spielzeugwelt Ludibrium, die UFO-Absturzstelle Omega-Sektor, das alte koreanische Dorf Korean Folk Town, die Schneestadt El Nath und die Unterwasserwelt Aquarium.

- World Tour: Die World Tour (dt. Weltreise) ist kein gesondertes Gebiet, sondern eine Gruppe von Orten, die sich nicht auf den eigentlichen Spielkontinenten befinden und deshalb nur durch einen speziellen NPC zu erreichen sind. Die einzelnen Gebiete sind dabei thematisch an real existierende Orte angepasst. Dazu gehören Japan (mit Zipangu), China (mit Shanghai), Taiwan und Thailand (mit Schwimmendem Markt).

- Singapur: Ebenfalls eine Stadt die, wie die Städte der World Tour, nicht auf der Weltkarte zu finden ist, ist sowohl für schwächere, als auch für fortgeschrittene Spieler geeignet. Man gelangt durch einen speziellen NPC in Kerningstadt dorthin, indem man sich für 20.000 Mesos (Die Geldeinheit in MapleStory) ein Flugticket kauft und es beim selben NPC abliefert, um zum Gate zu gelangen.

- NLC: Wie auch die World Tour und Singapur ist New Leaf City (dt. Neublätterstadt) nicht auf der Weltkarte vorhanden. NLC erinnert an das Hollywood von Maplestory. Mit dem Bigger Ben, einem riesigen Turm mit einer Uhr, über den Urwald bis hin zum Geisterhaus gibt es viele verschiedene Monster für unterschiedliche Level-Klassen. Um hierhin zu gelangen, muss man ebenfalls nach Kerningstadt, jedoch in die U-Bahn. Ein Ticket kostet 5.000 Mesos.

### Quests und Events
Eine gewisse Rahmenhandlung bringen Quests (dt. „Suchaufgaben“) auf. Dabei handelt es sich um Aufgaben, die dem Spieler von computergesteuerten Charakteren (NPC) übergeben werden. Die meisten Quests setzen einen gewissen Level des Charakters voraus, um durchgeführt werden zu können. Der Spieler muss diese Aufgaben versuchen zu lösen, um eine Belohnung zu erhalten. Die Art und Menge der Belohnungen hängt von Schwierigkeit und Level des Quests ab. Es kann sich um Gegenstände, Erfahrungspunkte, Geld oder Popularitätspunkte handeln.
Die Aufgaben können sehr unterschiedlicher Natur sein, so müssen Monster besiegt, seltene Gegenstände gefunden, ein Hindernisparcours bewältigt oder einfach nur ein anderer NPC gefunden werden.
Auch gibt es sogenannte Party-Quests, die man in einer Gruppe von 2 bis zu 20 Spielern bewältigen muss.
Events (dt. Ereignisse) sind eine besondere Form der Quests. Events werden immer zu besonderen Anlässen wie Ostern, Weihnachten, Halloween oder an den Geburtstagen von MapleStory durchgeführt. In dieser Zeit gibt es zusätzliche Quests, die einen speziellen Bezug zu den jeweiligen Feiertagen haben.
Oftmals kann der Spieler bei diesen Event-Quests speziell dafür entworfene Gegenstände erhalten, die nach Ablauf des Events sehr begehrt und wertvoll werden können.
Bei einigen Events werden MaplePoints vergeben, eine dem NX Cash gleichgestellte „Währung“, die ebenfalls dazu verwendet werden kann, Sachen im Cash Shop zu erwerben.

### Handel
Es gibt zwei Handelsmöglichkeiten für die Spieler. Zum einen ist es möglich, dass zwei Charaktere Gegenstände oder Geld direkt tauschen. Dazu kann der Spieler dem gewünschten Handelspartner eine Handelsanfrage senden.
Zum anderen gibt es im Cash Shop einen „Store Permit“ (dt. Geschäftsgenehmigung), die es dem Spieler erlaubt, in einem speziell dafür abgegrenzten Gebiet, dem sogenannten „Free Market“ (dt. freier Markt oder Marktplatz), einen Laden zu eröffnen, in dem er seine Gegenstände zu einem selbst festgelegten Preis anbieten kann. Andere Spieler können in den Geschäften stöbern und mit den Verkäufern kommunizieren und so um die Preise feilschen.

### Gilden und Partys
Die Spieler haben die Möglichkeit, Gilden und Partys zu gründen.
Eine Party (dt. Gruppe oder Partei) kann aus bis zu sechs Charakteren bestehen. Manche Jobs besitzen Fähigkeiten, die sie in einer Party auf andere Charaktere übertragen können, so fällt das Training der Charaktere leichter. Außerdem werden beim Besiegen von Monstern 10 % mehr Erfahrungspunkte an die Spieler verteilt. Partys sind kostenlos und können jederzeit gegründet und wieder aufgelöst werden.
Gilden sind ein dauerhafter Zusammenschluss mehrerer Spieler mit meist ähnlichen Interessen. Anders als bei Partys erhält der Charakter hier keinen Trainingsbonus und kann keine Fähigkeiten austauschen. Jede Gilde hat einen einmaligen Namen und kann ein Emblem besitzen, welches unter den Charakteren der Gildenmitglieder ständig angezeigt wird. Die Gildengründung und -erweiterung ist kostenpflichtig und wird in Mesos bezahlt. Die bislang größte Gildenerweiterung, die erst in einigen Varianten des Spiels verfügbar ist, lässt bis zu 100 Mitglieder zu.

## Entwicklungsgeschichte
Die Entwicklung des Spiels begann in Südkorea im Mai 2002 bei der Firma Wizet, die später von Nexon vollständig aufgekauft wurde.
MapleStory war weltweit das erste MMORPG mit einer 2D-Side-Scrolling Grafik, deren Gestaltung besonders an japanische Manga und Anime angelehnt ist.
Nach dem großen Erfolg in Südkorea entschloss sich Nexon, das Spiel in anderen Teilen der Erde zu veröffentlichen. Zuerst folgten die asiatischen Länder Japan, China, Taiwan und Thailand. Im Mai 2005 folgte die globale Variante, die alle Länder einschloss, die bisher noch keine eigenständige Variante besaßen. Singapur und Malaysia bekamen im selben Jahr eine gemeinsame Variante unter dem Namen MapleSEA (South East Asia, Süd-Ost-Asien). Im Jahr 2007 bekamen Europa und Hongkong jeweils eine eigenständige Variante. 2008 wurden Ableger in Brasilien und Vietnam veröffentlicht. Neuerdings werden Spieler aus anderen Ländern durch Sperrung bestimmter IP-Adressen (die regional vergeben werden) dazu „gezwungen“, die für ihr Land vorgesehene Variante zu spielen. Spieler, die vor dieser Maßnahme bereits in einer anderen Region angemeldet waren, sind davon jedoch nicht betroffen.
Die Spielwelten werden in unregelmäßigen Abständen aktualisiert und erweitert. So werden neue Funktionen, Quests, Städte und Länder mit neuen Monstern integriert.
Am 28. Juni 2013 wurde eine weitere Charakterklasse in MapleStory eingebunden. Dabei wurde Xenon, ein Hybrid-Charakter, in das Spiel implementiert. Dieser kann unter anderem die Ausrüstung der Klasse der Diebe, als auch der Klasse der Piraten tragen.
Am 25. Juli 2013 wurde die Spielversion 139 eingespielt und stellt dem Spieler, neben der Erhöhung der Levelbegrenzung auf 250, neuen Dungeons und einer Interface-Überarbeitung, auch die neue spielbare Charakterklasse Demon Avenger zur Verfügung.

## Finanzierung und Erfolg
Das Spiel selbst ist kostenlos. Es steht jedoch jedem Spieler frei, durch Micro Transactions virtuelles Geld in Form des sogenannten NX Cash zu erwerben, das im Cash Shop gegen zusätzliche Gegenstände und Spielelemente eingetauscht werden kann. Dazu zählen vor allem Ausrüstungsgegenstände, aber auch Haustiere und die Möglichkeit der Eröffnung eines eigenen Ladens zum Verkauf von Gegenständen. Der Erwerb von Cash Shop-Gegenständen macht viele Vorgänge im Spiel komfortabler, verleiht der Spielfigur ein neues Aussehen oder verdoppelt die Erfahrungspunkte für jeden besiegten Gegner für eine bestimmte Zeit.
Weltweit kann NX Cash per PayPal-Konto erworben werden. Zudem besteht in einigen Ländern die Möglichkeit, Prepaid-Karten zu erwerben, die auf der Spiel-Website in NX Cash eingelöst werden können. In den USA ist dies seit Januar 2007 in den Filialen der Handelskette Target möglich.
Weltweit verzeichnet Nexon über 14,6 Millionen MapleStory-Spieler, verteilt auf alle verfügbaren Varianten. Im Jahr 2005 betrug das Einkommen durch den Verkauf von NX Cash über 230 Millionen US-Dollar. Das monatliche Einkommen liegt bei 16 Millionen US-Dollar.

## Probleme und Lösungsansätze
Das Spielkonzept wird mit den für MMORPGs üblichen Problemen konfrontiert, bietet aber auch eigene Schwachstellen.
Durch die freie Verfügbarkeit des Spiels sind die Spielserver schnell überfüllt, da Spieler mit wenig finanziellen Mitteln mitspielen können. Aus diesem Grund werden in unregelmäßigen Abständen neue Spielserver dazugeschaltet. Eine weitere Maßnahme ist die Unterteilung der Spielserver in mehrere identische Kanäle. Dies entlastet zwar nicht den Server, hilft jedoch, der Überfüllung einzelner Spielgebiete vorzubeugen.
Ebenso wird durch die Kostenfreiheit die Hemmschwelle für Cheater herabgesetzt, die kein Geld umsonst ausgegeben hätten, falls sie vom Spiel wegen verbotenen Eingriffen (Cheats) ausgeschlossen werden. Um solche Eingriffe zu verhindern, wird das Programm HackShield verwendet.
Ein weiteres Problem ist die schnell ansteigende „Mudflation“ innerhalb der Spielwirtschaft. Dies wurde versucht, durch die Einführung von Steuern, die direkt während der Transaktion berechnet werden, und Quest, bei denen man Spielgeld an einen Nicht-Spieler-Charakter bezahlt, einzudämmen.

## Trivia
Im Spiel tauchen viele Namen, Monster und Orte auf, deren Design oder Bedeutung an bestimmte Themen oder Ereignisse angelehnt ist.
- Das im Spiel als Pflanze dargestellte Monster Nependeath ist eine Anspielung auf die fleischfressende Pflanze Nepenthes rajah.
- Die Spielwelt Ludibrium erinnert an ein riesiges aus Legosteinen erbautes Gebiet.
- Das als Boss anzutreffende Monster Jr. Balrog ist eine Abwandlung des in dem Buch Der Herr der Ringe auftauchenden Balrogs. Der Dungeon, in dem das Monster anzutreffen ist, erinnert an die Minen von Moria, die auch im Herr der Ringe der Balrog anzutreffen sind.
- Aus Herr der Ringe gibt es im Spiel ebenfalls das Erz Mithril, das (neben anderen Erzen) verwendet werden kann, um Kleidungsstücke zu verstärken.
- Die UFO-Absturzstelle Omega Sector enthält viele Ideen der modernen Science Fiction und UFO-Theorien, wie der Area 51 oder des Roswell-Zwischenfalles.
- Viele Monster sind an populäre Fabeln oder Mythen angelehnt, wie Yetis, Werwölfe, Zombies, Gespenster und Drachen.
- In einigen Varianten des Spiels gibt es eine Stadt, die thematisch an Coca-Cola angepasst ist. Dies kam durch einen Werbevertrag zwischen The Coca-Cola Company und Nexon zustande.